# Polscy biskupi katoliccy pracujący poza granicami Polski
Biskupi polscy pracujący poza granicami Polski

## Polscy biskupi pracujący w zagranicznych diecezjach
| Biskup                  | Kraj działania               | Funkcja                  | Diecezja                 | Data urodzenia            | Data nominacji            | Data rezygnacji       |
| ----------------------- | ---------------------------- | ------------------------ | ------------------------ | ------------------------- | ------------------------- | --------------------- |
| Krzysztof Białasik      | Boliwia                      | biskup diecezjalny       | Oruro                    | 7 lipca 1958(dts)         | 30 czerwca 2005(dts)      |                       |
| Władysław Blin          | Białoruś                     | biskup diecezjalny       | Witebsk                  | 31 maja 1954(dts)         | 13 października 1999(dts) | 25 lutego 2013(dts)   |
| Zdzisław Błaszczyk      | Brazylia                     | biskup pomocniczy        | Rio de Janeiro           | 8 sierpnia 1969(dts)      | 4 grudnia 2019(dts)       |                       |
| Marian Buczek           | Ukraina                      | biskup diecezjalny       | Charków-Zaporoże         | 14 marca 1953(dts)        | 19 marca 2009(dts)        | 12 kwietnia 2014(dts) |
| Bohdan Danyło           | Stany Zjednoczone            | biskup eparchialny       | Parma                    | 27 maja 1971(dts)         | 7 sierpnia 2014(dts)      |                       |
| Józef Dąbrowski         | Kanada                       | biskup diecezjalny       | Charlottetown            | 17 lipca 1964(dts)        | 2 kwietnia 2023(dts)      |                       |
| Stanisław Dowlaszewicz  | Boliwia                      | biskup pomocniczy        | Santa Cruz               | 20 sierpnia 1957(dts)     | 21 grudnia 2000(dts)      |                       |
| Stanisław Dziuba        | Południowa Afryka            | biskup diecezjalny       | Umzimkulu                | 27 kwietnia 1960(dts)     | 31 grudnia 2008(dts)      |                       |
| Robert Fedek            | Stany Zjednoczone            | biskup pomocniczy        | Chicago                  | 7 lipca 1979(dts)         | 20 grudnia 2024(dts)      |                       |
| Walenty Gryk            | Papua-Nowa Gwinea            | biskup diecezjalny       | Goroka                   | 23 lutego 1957(dts)       | 14 lutego 2022(dts)       |                       |
| Mirosław Gucwa          | Republika Środkowoafrykańska | biskup diecezjalny       | Bouar                    | 21 listopada 1963(dts)    | 2 grudnia 2017(dts)       |                       |
| Dariusz Kałuża          | Papua-Nowa Gwinea            | biskup diecezjalny       | Bougainville             | 5 listopada 1967(dts)     | 12 września 2020(dts)     |                       |
| Jerzy Kołodziej         | Australia                    | biskup diecezjalny       | Bunbury                  | 17 maja 1968(dts)         | 6 stycznia 2025(dts)      |                       |
| Jan Kot                 | Brazylia                     | biskup diecezjalny       | Zé-Doca                  | 10 maja 1962(dts)         | 23 lipca 2014(dts)        |                       |
| Wiesław Krótki          | Kanada                       | biskup diecezjalny       | Churchill-Zatoka Hudsona | 12 czerwca 1964(dts)      | 16 lutego 2013(dts)       |                       |
| Piotr Kryk              | Niemcy                       | egzarcha apostolski      | Niemcy i Skandynawia     | 25 kwietnia 1945(dts)     | 20 listopada 2000(dts)    | 18 lutego 2021(dts)   |
| Krzysztof Kudławiec     | Ekwador                      | biskup diecezjalny       | Daule                    | 19 września 1969(dts)     | 22 kwietnia 2022(dts)     |                       |
| Romuald Kujawski        | Brazylia                     | biskup diecezjalny       | Porto Nacional           | 24 stycznia 1947(dts)     | 4 listopada 2009(dts)     | 14 grudnia 2022(dts)  |
| Karol Kulczycki         | Australia                    | biskup diecezjalny       | Port Pirie               | 19 października 1966(dts) | 1 sierpnia 2020(dts)      |                       |
| Jerzy Maculewicz        | Uzbekistan                   | administrator apostolski | Uzbekistan               | 30 maja 1955(dts)         | 1 kwietnia 2005(dts)      |                       |
| Witold Mroziewski       | Stany Zjednoczone            | biskup pomocniczy        | Brooklyn                 | 25 marca 1966(dts)        | 19 maja 2015(dts)         |                       |
| Mieczysław Mokrzycki    | Ukraina                      | biskup diecezjalny       | Lwów                     | 29 marca 1961(dts)        | 21 października 2008(dts) |                       |
| Adam Musiałek           | Południowa Afryka            | biskup diecezjalny       | De Aar                   | 9 maja 1957(dts)          | 17 lipca 2009(dts)        |                       |
| Marek Ochlak            | Madagaskar                   | biskup diecezjalny       | Fenoarivo Atsinanana     | 14 marca 1966(dts)        | 17 kwietnia 2025(dts)     |                       |
| Jan Ozga                | Kamerun                      | biskup diecezjalny       | Doumé-Abong’ Mbang       | 17 kwietnia 1956(dts)     | 24 stycznia 1997(dts)     |                       |
| Tomasz Peta             | Kazachstan                   | biskup diecezjalny       | Astana                   | 20 sierpnia 1951(dts)     | 17 maja 2003(dts)         |                       |
| Marek Piątek            | Brazylia                     | biskup diecezjalny       | Coari                    | 10 października 1954(dts) | 9 października 2013(dts)  |                       |
| Jacek Pyl               | Ukraina                      | biskup pomocniczy        | Odessa-Symferopol        | 17 sierpnia 1962(dts)     | 23 listopada 2012(dts)    |                       |
| Antoni Bonifacy Reimann | Boliwia                      | wikariusz apostolski     | Ñuflo de Chávez          | 15 maja 1952(dts)         | 31 października 2001(dts) |                       |
| Zygmunt Robaszkiewicz   | Madagaskar                   | biskup diecezjalny       | Mahajanga                | 16 października 1958(dts) | 19 listopada 2022(dts)    |                       |
| Józef Roszyński         | Papua-Nowa Gwinea            | biskup diecezjalny       | Wewak                    | 18 sierpnia 1962(dts)     | 6 lutego 2015(dts)        |                       |
| Józef Słaby             | Argentyna                    | biskup-prałat            | Esquel                   | 1 marca 1958(dts)         | 14 marca 2009(dts)        |                       |
| Jan Sobiło              | Ukraina                      | biskup pomocniczy        | Charków-Zaporoże         | 31 maja 1962(dts)         | 30 października 2010(dts) |                       |
| Sławomir Szkredka       | Stany Zjednoczone            | biskup pomocniczy        | Los Angeles              | 12 maja 1974(dts)         | 18 lipca 2023(dts)        |                       |
| Wiesław Śpiewak         | Bermudy                      | biskup diecezjalny       | Hamilton                 | 19 października 1963(dts) | 13 czerwca 2015(dts)      |                       |
| Jacek Tendej            | Papua-Nowa Gwinea            | biskup diecezjalny       | Alotau-Sideia            | 26 czerwca 1963(dts)      | 7 lipca 2025(dts)         |                       |
| Jan Kazimierz Wilk      | Brazylia                     | biskup diecezjalny       | Anápolis                 | 18 września 1951(dts)     | 9 czerwca 2004(dts)       |                       |
| Andrzej Wypych          | Stany Zjednoczone            | biskup pomocniczy        | Chicago                  | 5 grudnia 1954(dts)       | 13 czerwca 2011(dts)      | 19 września 2023      |
| Andrzej Zglejszewski    | Stany Zjednoczone            | biskup pomocniczy        | Rockville Centre         | 18 grudnia 1961(dts)      | 11 lutego 2014(dts)       |                       |
| Edward Zielski          | Brazylia                     | biskup diecezjalny       | São Raimundo Nonato      | 12 lutego 1947(dts)       | 2 marca 2016(dts)         | 19 lipca 2023         |
| Radosław Zmitrowicz     | Ukraina                      | biskup pomocniczy        | Kamieniec Podolski       | 2 września 1962(dts)      | 29 listopada 2012(dts)    |                       |

Zmarli
- Aleksander mazowiecki (1400–1444) – biskup trydencki
- Andrzej Alojzy Ankwicz (1777–1838) – arcybiskup lwowski i praski
- Franciszek Cedzich SVD (1911–1971) – biskup-prałat Alto Paraná, Paragwaj
- Jan Cieński (1905–1992) – tajny biskup katolicki na Ukrainie
- Janusz Danecki (1951–2024) – biskup pomocniczy Campo Grande
- Jan Kazimierz Denhoff (1649–1697) – biskup Cezeny
- Augustyn Januszewicz (1930–2011) – biskup diecezji Luiziana (Brazylia)
- Marian Jaworski (1926–2020) – kardynał, arcybiskup lwowski (Ukraina)
- Eugeniusz Jureczko (1939–2018) – biskup diecezji Yokadouma (Kamerun)
- Władysław Kiernicki (1912–1995) – biskup pomocniczy lwowski
- Adam Kozłowiecki (1911–2007) – kardynał, arcybiskup Lusaki (Zambia)
- Ignacy Krauze (1896–1984) – biskup Xingtai (Chiny) i biskup pomocniczy Kurytyby (Brazylia)
- Wilhelm Kurtz (1935–2023) – arcybiskup metropolita Madang
- Tadeusz Kusy (1951-2024) – biskup Kaga-Bandoro (Republika Środowoafrykańska)
- Franciszek Malczyński (1829–1908) – greckokatolicki biskup Alessio w Turcji (obecnie Lezha w Albanii)
- Wasyl Medwit (1949-2024) – biskup pomocniczy egzarchatu doniecko-charkowskiego, biskup kurialny UKGK, egzarcha kijowsko-wyżhorodzki i biskup pomocniczy lwowski
- Jan Niemiec (1958–2020) – biskup pomocniczy kamieniecki
- Jan Olszański (1919–2003) – biskup kamieniecki
- Stanisław Padewski (1932–2017) – biskup Charkowa-Zaporoża
- Anzelm Pietrulla (1906–1992) – biskup diecezji Campina Grande i Tubarao w Brazylii
- Leon Scharmach (1896–1964) – biskup w Rabaul (Nowa Brytania)
- Czesław Stanula (1940–2020) – biskup diecezji Floresty i Itabuny

## Polscy biskupi pracujący w Kurii Rzymskiej
- Stanisław Ryłko – kardynał, archiprezbiter Bazyliki Matki Bożej Większej
- Konrad Krajewski – kardynał, jałmużnik papieski
- Krzysztof Nykiel – regens Penitencjarii Apostolskiej
- Edward Nowak – emerytowany sekretarz Kongregacji do spraw Kanonizacyjnych

Zmarli
- Andrzej Maria Deskur (1924–2011) – kardynał, emerytowany przewodniczący Papieskiej Komisji Środków Społecznego Przekazu
- Bolesław Filipiak (1901–1978) – kardynał, dziekan Roty Rzymskiej
- Zenon Grocholewski (1939–2020) – kardynał, emerytowany prefekt Kongregacji ds Wychowania Katolickiego
- Mieczysław Ledóchowski (1822–1902) – kardynał, arcybiskup gnieźnieńsko-poznański, prefekt Kongregacji Propagandy Wiary, protoprezbiter Św. Kolegium Kardynałów
- Władysław Rubin (1917–1990) – kardynał, sekretarz generalny Synodu Biskupów, prefekt Kongregacji dla Kościołów Wschodnich
- Antoni Stankiewicz (1935–2021) – emerytowany dziekan Roty Rzymskiej
- Zygmunt Zimowski (1949–2016) – arcybiskup ad personam, biskup diecezjalny radomski, przewodniczący Papieskiej Rady ds. Duszpasterstwa Służby Zdrowia

## Polscy biskupi w watykańskiej służbie dyplomatycznej
- Mirosław Adamczyk – nuncjusz apostolski w Argentynie
- Tymon Chmielecki – emerytowany nuncjusz apostolski
- Kryspin Dubiel - nuncjusz apostolski w Angoli
- Tomasz Grysa – nuncjusz apostolski na Madagaskarze i delegat apostolski na Komorach, z funkcjami delegata apostolskiego na Reunion
- Henryk Jagodziński – nuncjusz apostolski w RPA, Botswanie, Namibii, Eswatini i Lesotho
- Juliusz Janusz – emerytowany nuncjusz apostolski
- Andrzej Józwowicz – nuncjusz apostolski w Iranie
- Henryk Józef Nowacki – emerytowany nuncjusz apostolski
- Jan Pawłowski – nuncjusz apostolski w Grecji
- Marek Solczyński – nuncjusz apostolski w Turcji, Azerbejdżanie i Turkmenistanie
- Waldemar Sommertag – nuncjusz apostolski w Senegalu, Republice Zielonego Przylądka, Gwinei Bissau i Mauretanii
- Janusz Urbańczyk – nuncjusz apostolski w Zimbabwe
- Marek Zalewski – nuncjusz apostolski w Singapurze i nierezydujący reprezentant papieski w Wietnamie
- Wojciech Załuski – nuncjusz apostolski w Malezji (akredytowany także w Timorze Wschodnim) i delegat apostolski w Brunei

Zmarli
- Janusz Bolonek (1938–2016) – nuncjusz apostolski w Rumunii, Urugwaju, Bułgarii, Macedonii
- Włodzimierz Czacki (1834–1888) – kardynał, nuncjusz apostolski w Paryżu
- Marian Oleś (1934–2005) – nuncjusz apostolski w Iraku i Kuwejcie, Kazachstanie i Słowenii
- Józef Wesołowski (1948–2015) – nuncjusz apostolski w Boliwii, Kazachstanie i Dominikanie
- Władysław Michał Zaleski (1852–1925) – delegat apostolski w Indiach Wschodnich, patriarcha Antiochii